# Fórmula bien formada

Esta imagen muestra la relación entre las cadenas de caracteres, las fórmulas bien formadas y los teoremas. En algunos sistemas formales, sin embargo, el conjunto de los teoremas coincide con el de las fórmulas bien formadas.

En lógica matemática, una fórmula bien formada, también llamada expresión bien formada, y a menudo abreviada fbf o EBF, es una cadena de caracteres o palabra generada según una gramática formal a partir de un alfabeto dado. Un lenguaje formal se define como el conjunto de todas sus fórmulas bien formadas.
Por ejemplo, un alfabeto podría ser el conjunto {a,b}, y una gramática podría definir a las fórmulas bien formadas como aquellas cadenas que tienen el mismo número de caracteres a que b. Entonces, algunas fórmulas bien formadas del lenguaje serían: ab, ba, abab, ababba, etc. El lenguaje formal sería el conjunto de todas esas fórmulas bien formadas.
En la Teoría de la demostración, las demostraciones son secuencias de fórmulas bien formadas con ciertas propiedades, donde la última fórmula de la secuencia es aquello que se demuestra. Esta fórmula final se llama teorema cuando tiene un papel importante en la teoría siendo desarrollada, o lema cuando desempeña un papel accesorio en la demostración de un teorema.